# کایلا راس
کایلا راس (به انگلیسی: Kyla Ross) ژیمناست زادهٔ ۲۴ اکتبر ۱۹۹۶ میلادی اهل کشور ایالات متحده آمریکا است.